# Wendilgarda atricolor
Espèce
Synonymes
- Enthorodera atricolor Simon, 1907
- Cyathidea merula Simon, 1907

Wendilgarda atricolor est une espèce d'araignées aranéomorphes de la famille des Theridiosomatidae.

## Distribution
Cette espèce est endémique de Sao Tomé-et-Principe.

## Description
La femelle holotype mesure 3,5 mm.

## Publication originale
- Simon, 1907 : Arachnides recueillis par L. Fea sur la côte occidentale d'Afrique. 1re partie. Annali del Museo Civico di Storia Naturale di Genova, sér. 3, vol. 3, p. 218-323 (texte intégral).